# La Courbe
La Courbe ist eine Commune déléguée in der französischen Gemeinde Écouché-les-Vallées mit 63 Einwohnern (Stand: 1. Januar 2022) im Département Orne in der Region Normandie. Die Einwohner werden Courbéens genannt.
Mit Wirkung vom 1. Januar 2016 wurden die Gemeinden Batilly, La Courbe, Écouché, Loucé, Saint-Ouen-sur-Maire und Serans zu einer Commune nouvelle mit dem Namen Écouché-les-Vallées zusammengeschlossen. Die Gemeinde La Courbe gehörte zum Arrondissement Argentan und zum Kanton Magny-le-Désert.

## Geographie
La Courbe liegt in einer fast 360°-Flussschleife der Orne. 

## Bevölkerungsentwicklung
| Jahr                       | 1962 | 1968 | 1975 | 1982 | 1990 | 1999 | 2006 | 2013 |
| Einwohner                  | 110  | 101  | 96   | 54   | 51   | 54   | 63   | 53   |
| Quellen: Cassini und INSEE |      |      |      |      |      |      |      |      |

## Sehenswürdigkeiten
- Archäologische Grabungsstätten Camp du Haut du Château und Camp du Bas de la Courbe, beide Monument historique seit 1987
- Herrenhaus La Queuerie, Monument historique

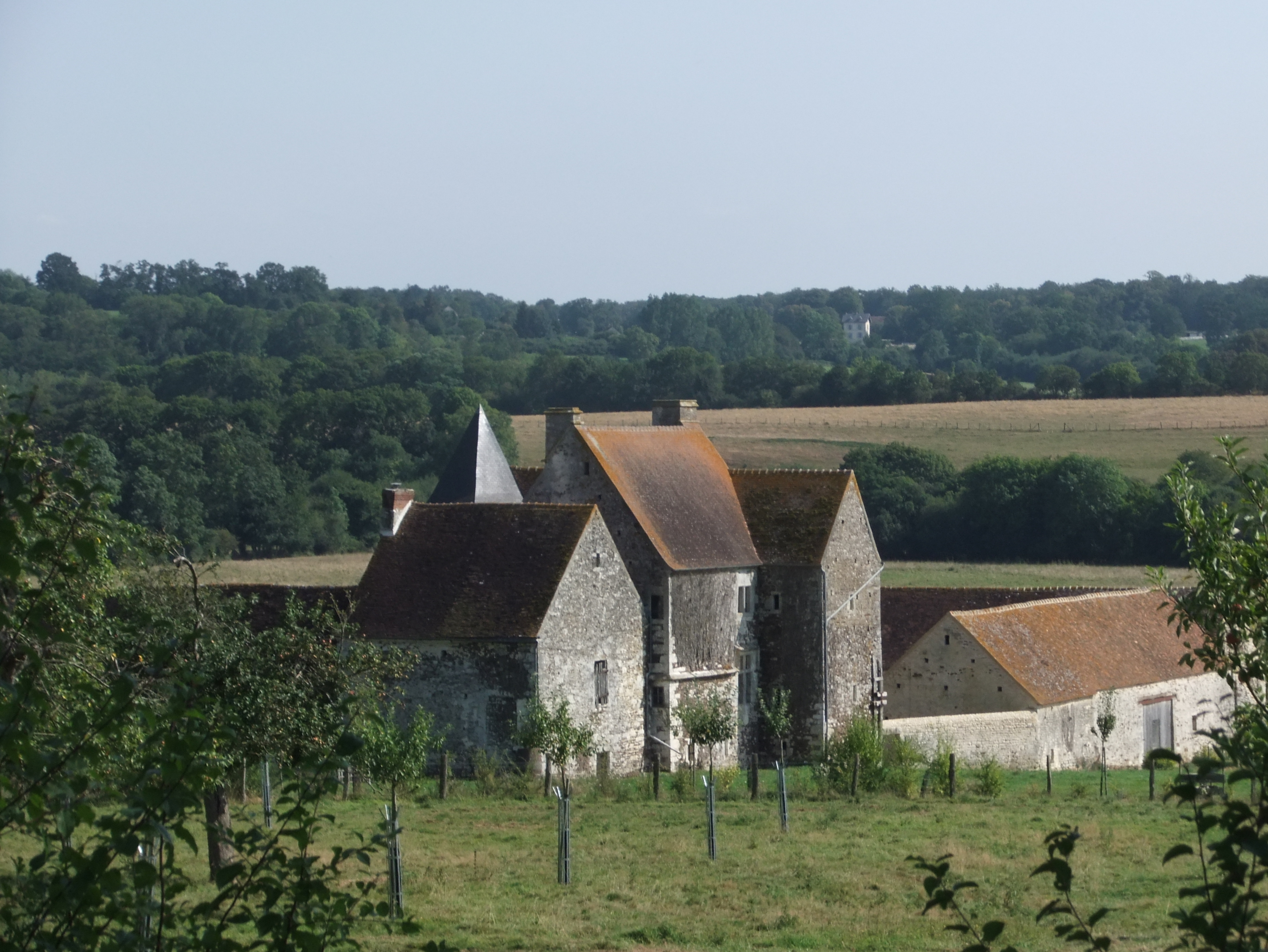
Herrenhaus La Queuerie